# Loddbynäset
Loddbynäset var före 2015 en av SCB avgränsad och namnsatt småort i Kvillinge socken i Norrköpings kommun, Östergötlands län. Orten ligger norr om Torshag, Åby vid Nedre Glottern. Småorten upphörde 2015 när området växte samman med bebyggelsen i Åby.